# اندرو گیز
اندرو گیز (انگلیسی: Andrew Gaze؛ زادهٔ ۲۴ ژوئیهٔ ۱۹۶۵) بازیکن بسکتبال اهل استرالیا است.
از باشگاه‌هایی که در آن بازی کرده‌است می‌توان به سن آنتونیو اسپرز اشاره کرد.